# Aouraolja
Aouraolja är ett växtfett som förekommer i frukterna hos den i Sydamerika växande palmen astrocaryum vulgare. Oljan utvinnes genom vattenkokning av de delvis förruttnade frukterna. Aouraoljan liknar den vanliga palmoljan, men kan lätt skiljas från denna genom sin cinnoberröda färg.
Oljan är nästan helt flytande vid 15°C och stelnar vid 4°C. Den har en behaglig, något syrlig lukt och en mild, svagt syrlig, aromatisk smak. Oljan används främst vid tvåltillverkning, men även som råvara för framställning av biodiesel.